# 北岡悟
北岡 悟（きたおか さとる、1980年2月4日 - ）は、日本の男性総合格闘家。奈良県奈良市出身。奈良県立登美ケ丘高等学校卒業。パンクラスイズム横浜主宰。ロータス世田谷所属。第8代DEEPライト級王者。元戦極ライト級王者。
バックボーンはブラジリアン柔術。四肢が短く、さらに筋骨隆々であるという独特の体型を生かしたパワーのある寝技を武器とする。特にフロントチョークなどの絞め技と足関節技を得意とする。

## 来歴
格闘技を始めるまでは、漫画やガンダムなどのアニメを趣味とする少年だった。中学時代はいじめられており、仕返しするために高校進学後柔道を始めた。その後、格闘技全般に興味を持ちバス・ルッテン対船木誠勝の試合を観て衝撃を受け、大学進学を諦めプロ格闘家を目指す。卒業後はパレストラ東京（現・パラエストラ東京）に2年間所属し、ブラジリアン柔術を学びながら国内外の様々な大会に出場する。
2000年4月にパンクラスに入門。同年10月31日、河崎義範戦にてプロデビュー。
2002年7月28日、昼夜興行で開催されたネオブラッド・トーナメントに出場。1回戦で野沢洋之に判定勝ち、準決勝ではアライケンジのフットスタンプで左目上を負傷しながらもアンクルホールドで一本勝ち。負傷した左目上にバンデージを巻いて臨んだ決勝では門馬秀貴に開始5秒、顔面に右膝蹴りを受けKO負け。準優勝に終わった。
2005年10月2日、パンクラスでカーロス・コンディットと対戦。リーチ差を技術で完封しヒールホールドで一本勝ちを収めた。
2006年1月26日、暫定王者井上克也とウェルター級キング・オブ・パンクラスタイトルマッチで対戦。2Rにサミングを受け井上にイエローカードの減点1が課せられるも、寝技を封じられ1-0の判定ドローで王座獲得に失敗した。
2006年5月2日、パンクラスで石毛大蔵とウェルター級タイトルマッチ次期挑戦者決定戦で対戦し、判定負け。
2006年8月27日、パンクラスでポール・デイリーと対戦し、フロントチョークで一本勝ち。
2007年2月28日、パンクラスが提携したBodogFightの刺客グスタボ・PCと対戦し、飛びつきからのフロントチョークを仕掛けるなどして判定勝ち。さらに勝利後のマイクアピールで「パンクラスはBodogと提携しました。でも、僕が上がりたいリングはPRIDEです」と2007年開催予定であったPRIDEライト級GPへの参戦をアピールした。
2007年4月13日、DEEP初参戦となったDEEP 29 IMPACTでファブリシオ・"ピットブル"・モンテイロとPRIDEライト級GP出場者決定戦として対戦し、肩固めで一本勝ち。だが、PRIDEの活動停止によりライト級グランプリは中止された。
2007年8月10日、P's LABで開かれた記者会見で、大晦日にHERO'Sで現役復帰することを表明した船木誠勝との対戦を希望したが、船木にまったく取り合ってもらえなかった。
2007年9月5日、パンクラスでミルトン・ヴィエイラと対戦予定であったが、ビザ取得ができず来日できなくなったため、代替選手としてジェイソン・パラチオスと対戦し、2-1の判定勝ち。
2007年9月8日、CAGE FORCE 04でケージに上がり、CAGE FORCE 05での出場をアピール。その後、参戦予定となっていたものの対戦相手が見つからず、CAGE FORCE参戦は消滅した。
2008年1月30日、第3代ウェルター級キング・オブ・パンクラス決定戦で暫定王者井上克也と対戦し、判定負けを喫し王座獲得に失敗した。
2008年3月23日、全日本コンバットレスリング選手権大会80kg級で優勝を果たし、全試合一本勝ちで大会MVPを受賞した。

### 戦極
2008年5月18日、戦極初参戦となった戦極 〜第二陣〜でイアン・シャファーと対戦し、開始50秒フロントチョークで一本勝ち。この試合からライト級へ転向した。
2008年8月24日、戦極 〜第四陣〜のライト級グランプリシリーズ1回戦でクレイ・フレンチと対戦し、開始31秒アキレス腱固めで一本勝ち。
2008年11月1日、戦極 〜第六陣〜のライト級グランプリシリーズ準決勝で光岡映二に一本勝ち、決勝で横田一則に判定勝ちし、優勝を果たした。優勝決定後のリング上でリングサイド席にいた五味隆典（同日の試合でセルゲイ・ゴリアエフに判定負け）に対し、「五味選手、負けちゃったけど本当に僕と試合するんですか？」と挑発した。
2009年1月4日、戦極の乱2009の戦極ライト級チャンピオンシップで五味隆典と対戦し、アキレス腱固めで一本勝ちを収め王座獲得に成功した。
2009年6月7日、1年4か月ぶりの参戦となったパンクラスで坂口征夫と対戦し、アキレス腱固めで一本勝ち。この試合はショートスパッツで登場し、試合後のリング上で「ショートスパッツでの足関節も極まります」と発言し、ロングスパッツ批判に反論した。
2009年8月2日、戦極 〜第九陣〜の戦極ライト級チャンピオンシップで挑戦者廣田瑞人と対戦し、TKO負けを喫し王座から陥落した。
2009年11月7日、戦極 〜第十一陣〜でホルヘ・マスヴィダルと対戦し、パウンドでTKO負けを喫した。

### 戦極解散後
2010年6月5日、パンクラスでジョージ・ホドリゲスと対戦し、判定勝ちを収めた。
2010年10月3日、パンクラスでCAGE FORCEライト級王者の弘中邦佳と対戦し、フロントチョークで一本勝ち。試合後のリング上で「今日で自分のパンクラスismは終わりになります」とパンクラス退団を発表した。10月4日からは八隅孝平の主宰する「ロータス パラエストラ 世田谷」へ移籍した。
2011年4月22日、DEEP 53 IMPACTで中尾受太郎と対戦し、判定勝ちを収めるが、自身のブログで1R中盤に放った右フックで右手を骨折したことを明かした。
2011年9月24日　DREAM初参戦となったDREAM.17でヴィラミー・シケリムと対戦し、シケリムのイエローカードの提示などもあり2-1の判定勝ちを収めた。
2011年12月31日、元気ですか!! 大晦日!! 2011で練習仲間の青木真也の持つDREAMライト級王座に挑戦し、0-3の判定負けを喫し王座獲得に失敗した。
2012年6月15日、DEEP 58 IMPACTで菊野克紀と対戦し、判定勝ち。
2012年12月31日、DREAM.18 & GLORY 4でウィル・ブルックスと対戦し、2RTKO負けを喫した。
2013年4月26日、DEEP 62 IMPACTで中村大介の持つDEEPライト級王座に挑戦し、5-0の判定勝ちを収め王座獲得に成功した。
2013年9月29日、PANCRASE 252のワールドスラムトーナメント1回戦でドム・オーグラディと対戦し、フロントチョークで一本勝ち。この試合はオーグラディが計量で4.4kgオーバーしていた。
2013年12月31日、INOKI BOM-BA-YE 2013でラマザン・エセンバエフと対戦し、KO負け。
2014年4月29日、DEEP 66 IMPACTのライト級タイトルマッチで宮崎直人と対戦し、5-0の判定勝ちを収め初防衛に成功。試合後、リング上でマイクを握ると、観戦に来ていた恋人とのプロポーズを敢行。
2014年12月31日、DEEP DREAM IMPACT 2014のライト級タイトルマッチで吉田善行と対戦し、5-0の判定勝ちを収め2度目の防衛に成功した。
2015年3月15日、PANCRASE 265のワールドスラムトーナメント決勝でアキラと対戦し、3-0の判定勝ちを収め優勝を果たした。
2015年11月1日、PANCRASE 271での第6代ライト級キング・オブ・パンクラス決定戦で徳留一樹と対戦し、1Rにダウンを奪われるなど劣勢となり4R左ストレートからのパウンドによりKO負けを喫し王座獲得に失敗した。
2016年6月26日、DEEP 76 IMPACTのライト級タイトルマッチで下石康太と対戦し、5-0の判定勝ちを収め4度目の防衛に成功した。

### RIZIN
2016年12月29日、RIZIN初出場となったRIZIN FIGHTING WORLD GRAND-PRIX 2016 無差別級トーナメント 2nd ROUNDでダロン・クルックシャンクと対戦し、フロントチョークで一本勝ち。
2017年7月30日、RIZIN FIGHTING WORLD GRAND-PRIX 2017 1st ROUND -夏の陣-で矢地祐介と対戦し、TKO負け。
2018年10月27日、DEEP 86 IMPACTのライト級タイトルマッチで武田光司と対戦し、0-3の判定負けで王座陥落した。
2018年12月31日、RIZIN 平成最後のやれんのか!で川尻達也と対戦し、2-1の判定勝ち。
2019年4月21日、RIZIN.15でホベルト・サトシ・ソウザと対戦し、TKO負け。
2019年7月28日、RIZIN.17でジョニー・ケースと対戦し、TKO負け。
2020年9月27日、RIZIN.24でキング・オブ・パンクラシストの久米鷹介と対戦し、1-2の判定負け。

## 人物・エピソード
- アニメが好きで、「おねがいマイメロディ」は毎週欠かさず見ていた大ファンであり、そのことが「おねがいマイメロディ」の製作スタッフに知られ、第47話に「プロレスラー 北岡悟」として特別出演した[12]。
- 当時試合時に穿いていたスパッツにも「MY MELODY」という文字がプリントされていたり、新必殺技に「メロディーマーク（マイメロディ内に登場する魔法の名前）」という名前をつけたりしていた。
- 脚本家の金春智子は母方の従姉[13]。

## 戦績

### 総合格闘技
| 総合格闘技 戦績 | 総合格闘技 戦績 | 総合格闘技 戦績 | 総合格闘技 戦績 | 総合格闘技 戦績 | 総合格闘技 戦績 | 総合格闘技 戦績 |
| --------------- | --------------- | --------------- | --------------- | --------------- | --------------- | --------------- |
| 83 試合         | (T)KO           | 一本            | 判定            | その他          | 引き分け        | 無効試合        |
| 45 勝           | 0               | 22              | 23              | 0               | 10              | 0               |
| 28 敗           | 13              | 0               | 15              | 0               | 10              | 0               |

| 勝敗 | 対戦相手                               | 試合結果                                 | 大会名                                                                           | 開催年月日     |
| ×    | 山本颯志                               | 5分3R終了 判定0-3                        | DEEP 124 IMPACT                                                                  | 2025年3月15日  |
| ×    | 倉本大悟                               | 1R 4:54 TKO（ボディへの膝蹴り→パウンド） | DEEP 119 IMPACT                                                                  | 2024年5月3日   |
| ×    | 泉武志                                 | 5分3R終了 判定1-2                        | DEEP 116 IMPACT                                                                  | 2023年11月11日 |
| ○    | 大木良太                               | 5分3R終了 判定2-1                        | DEEP×NARIAGARI                                                                   | 2023年7月23日  |
| ○    | 大山釼呑助                             | 3R 2:24 フロントチョーク                 | DEEP 113 IMPACT                                                                  | 2023年5月7日   |
| ○    | 高野優樹                               | 3R 3:27 ノースサウスチョーク             | DEEP 112 IMPACT                                                                  | 2023年2月11日  |
| ×    | 江藤公洋                               | 5分3R終了 判定0-3                        | DEEP 110 IMPACT                                                                  | 2022年11月12日 |
| ×    | 上迫博仁                               | 5分3R終了 判定1-2                        | DEEP 108 IMPACT                                                                  | 2022年7月10日  |
| ×    | 鈴木琢仁                               | 3R 0:27 TKO（右ヒザ→パウンド）           | DEEP 104 IMPACT                                                                  | 2021年10月23日 |
| ×    | 大原樹理                               | 1R 4:43 TKO（踏みつけ→パウンド）         | DEEP 100 IMPACT～20th Anniversary～                                              | 2021年2月21日  |
| ×    | 久米鷹介                               | 5分3R終了 判定1-2                        | RIZIN.24                                                                         | 2020年9月27日  |
| △    | 小金翔                                 | 5分3R終了 時間切れ                       | iSMOS.1                                                                          | 2020年7月31日  |
| ×    | ジョニー・ケース                       | 1R終了時 TKO（コーナーストップ）         | RIZIN.17                                                                         | 2019年7月28日  |
| ×    | ホベルト・サトシ・ソウザ               | 2R 3:56 TKO（右ストレート→パウンド）     | RIZIN.15                                                                         | 2019年4月21日  |
| ○    | 川尻達也                               | 5分3R終了 判定2-1                        | RIZIN 平成最後のやれんのか!                                                      | 2018年12月31日 |
| ×    | 武田光司                               | 5分3R終了 判定0-5                        | DEEP 86 IMPACT 【DEEPライト級タイトルマッチ】                                    | 2018年10月27日 |
| ×    | ディエゴ・ブランダオン                 | 1R 1:30 KO（パウンド）                   | RIZIN.11                                                                         | 2018年7月29日  |
| ○    | タラス・サパ                           | 1R 4:44 ヒールホールド                   | PANCREAS 295                                                                     | 2018年4月15日  |
| ×    | ストラッサー起一                       | 2R（10分/5分）終了 判定0-3               | RIZIN FIGHTING WORLD GRAND-PRIX 2017 2nd ROUND                                   | 2017年12月29日 |
| ×    | 矢地祐介                               | 2R 4:48 TKO（スタンドパンチ連打）        | RIZIN FIGHTING WORLD GRAND-PRIX 2017 1st ROUND -夏の陣-                          | 2017年7月30日  |
| ○    | ダロン・クルックシャンク               | 1R 8:19 フロントチョーク                 | RIZIN FIGHTING WORLD GRAND-PRIX 2016 無差別級トーナメント 2nd ROUND              | 2016年12月29日 |
| ○    | レオナルド・マフラ                     | 1R 1:05 クロスヒールホールド             | PANCRASE 281                                                                     | 2016年10月2日  |
| ○    | 下石康太                               | 5分3R終了 判定5-0                        | DEEP 76 IMPACT 【DEEPライト級タイトルマッチ】                                    | 2016年6月26日  |
| ×    | 徳留一樹                               | 4R 1:24 KO（左ストレート→パウンド）      | PANCRASE 271 【ライト級キング・オブ・パンクラス決定戦】                          | 2015年11月1日  |
| ○    | 岡野裕城                               | 2R 0:54 フロントチョーク                 | DEEP CAGE IMPACT 2015 【DEEPライト級タイトルマッチ】                             | 2015年7月20日  |
| ○    | アキラ                                 | 5分3R終了 判定3-0                        | PANCRASE 265 【ワールドスラムトーナメント ライト級 決勝】                        | 2015年3月15日  |
| ○    | 吉田善行                               | 5分3R終了 判定5-0                        | DEEP DREAM IMPACT 2014 〜大晦日SPECIAL〜 【DEEPライト級タイトルマッチ】          | 2014年12月31日 |
| ○    | リッチー・ウィットソン                 | 5分3R終了 判定3-0                        | PANCRASE 261 【ワールドスラムトーナメント ライト級 準決勝】                      | 2014年10月5日  |
| ○    | 宮崎直人                               | 5分3R終了 判定5-0                        | DEEP 66 IMPACT 【DEEPライト級タイトルマッチ】                                    | 2014年4月29日  |
| ×    | ラマザン・エセンバエフ                 | 2R 0:19 KO（右アッパー→パウンド）        | INOKI BOM-BA-YE 2013                                                             | 2013年12月31日 |
| ○    | ドム・オーグラディ                     | 1R 1:19 フロントチョーク                 | PANCRASE 252 【ワールドスラムトーナメント ライト級 1回戦】                       | 2013年9月29日  |
| ○    | 中村大介                               | 5分3R終了 判定5-0                        | DEEP 62 IMPACT 【DEEPライト級タイトルマッチ】                                    | 2013年4月26日  |
| ×    | ウィル・ブルックス                     | 2R 3:46 TKO（パウンド）                  | DREAM.18 & GLORY 4 〜大晦日 SPECIAL 2012〜                                       | 2012年12月31日 |
| ○    | 菊野克紀                               | 5分3R終了 判定3-0                        | DEEP 58 IMPACT                                                                   | 2012年6月15日  |
| ×    | 青木真也                               | 5分5R終了 判定3-0                        | 元気ですか!! 大晦日!! 2011 【DREAMライト級タイトルマッチ】                       | 2011年12月31日 |
| ○    | ヴィラミー・シケリム                   | 5分3R終了 判定2-1                        | DREAM.17                                                                         | 2011年9月24日  |
| ○    | 中尾受太郎                             | 5分3R終了 判定3-0                        | DEEP 53 IMPACT 〜小路晃引退興行〜                                                | 2011年4月22日  |
| ○    | 弘中邦佳                               | 2R 4:22 フロントチョーク                 | PANCRASE 2010 PASSION TOUR                                                       | 2010年10月3日  |
| ○    | ジョージ・ホドリゲス                   | 5分3R終了 判定3-0                        | PANCRASE 2010 PASSION TOUR                                                       | 2010年6月5日   |
| ×    | ホルヘ・マスヴィダル                   | 2R 3:23 TKO（パウンド）                  | 戦極 〜第十一陣〜                                                                | 2009年11月7日  |
| ×    | 廣田瑞人                               | 4R 2:50 TKO（グラウンドの膝蹴り）        | 戦極 〜第九陣〜 【戦極ライト級チャンピオンシップ】                               | 2009年8月2日   |
| ○    | 坂口征夫                               | 1R 1:26 アキレス腱固め                   | PANCRASE 2009 CHANGING TOUR                                                      | 2009年6月7日   |
| ○    | 五味隆典                               | 1R 1:41 アキレス腱固め                   | 戦極の乱2009 【戦極ライト級チャンピオンシップ】                                  | 2009年1月4日   |
| ○    | 横田一則                               | 3R終了 判定3-0                           | 戦極 〜第六陣〜 【ライト級グランプリシリーズ2008 決勝】                          | 2008年11月1日  |
| ○    | 光岡映二                               | 1R 1:16 ヒールホールド                   | 戦極 〜第六陣〜 【ライト級グランプリシリーズ2008 準決勝】                        | 2008年11月1日  |
| ○    | クレイ・フレンチ                       | 1R 0:31 アキレス腱固め                   | 戦極 〜第四陣〜 【ライト級グランプリシリーズ2008 1回戦】                         | 2008年8月24日  |
| ○    | イアン・シャファー                     | 1R 0:50 フロントチョーク                 | 戦極 〜第二陣〜                                                                  | 2008年5月18日  |
| ×    | 井上克也                               | 5分3R終了 判定1-2                        | PANCRASE 2008 SHINING TOUR 【ウェルター級キング・オブ・パンクラス決定戦】        | 2008年1月30日  |
| ○    | ジェイソン・パラチオス                 | 5分3R終了 判定2-1                        | PANCRASE 2007 RISING TOUR                                                        | 2007年9月5日   |
| ○    | ファブリシオ・"ピットブル"・モンテイロ | 2R 2:37 肩固め                           | DEEP 29 IMPACT                                                                   | 2007年4月13日  |
| ○    | グスタボ・PC                           | 5分3R終了 判定3-0                        | PANCRASE 2007 RISING TOUR                                                        | 2007年2月28日  |
| ○    | ホン・ジュピョ                         | 1R 0:24 アンクルホールド                 | PANCRASE 2006 BLOW TOUR                                                          | 2006年10月25日 |
| ○    | ポール・デイリー                       | 1R 2:54 フロントチョーク                 | PANCRASE 2006 BLOW TOUR                                                          | 2006年8月27日  |
| ×    | 石毛大蔵                               | 5分3R終了 判定0-3                        | PANCRASE 2006 BLOW TOUR 【ウェルター級キング・オブ・パンクラス次期挑戦者決定戦】 | 2006年5月2日   |
| ○    | 田中達憲                               | 2R 0:53 フロントチョーク                 | PANCRASE 2006 BLOW TOUR                                                          | 2006年3月19日  |
| △    | 井上克也                               | 5分3R終了 判定1-0                        | PANCRASE 2006 BLOW TOUR 【ウェルター級キング・オブ・パンクラス タイトルマッチ】  | 2006年1月26日  |
| ○    | カーロス・コンディット                 | 1R 3:57 ヒールホールド                   | PANCRASE 2005 SPIRAL TOUR                                                        | 2005年10月2日  |
| ○    | トーマス・シュルツ                     | 1R 1:11 ヒールホールド                   | PANCRASE 2005 SPIRAL TOUR                                                        | 2005年7月10日  |
| ○    | 長谷川秀彦                             | 5分3R終了 判定2-1                        | PANCRASE 2005 SPIRAL TOUR                                                        | 2005年3月6日   |
| ×    | 井上克也                               | 5分3R終了 判定0-3                        | PANCRASE 2004 BRAVE TOUR                                                         | 2004年11月7日  |
| △    | ヒース・シムズ                         | 5分3R終了 判定1-0                        | PANCRASE 2004 BRAVE TOUR                                                         | 2004年9月24日  |
| ○    | カート・ペレグリーノ                   | 2R 0:34 フロントチョーク                 | PANCRASE 2004 BRAVE TOUR                                                         | 2004年7月25日  |
| ○    | 平山貴一                               | 2R 4:05 フロントチョーク                 | PANCRASE 2004 BRAVE TOUR                                                         | 2004年5月28日  |
| ×    | 石川英司                               | 5分3R終了 判定0-3                        | PANCRASE 2004 BRAVE TOUR                                                         | 2004年3月29日  |
| △    | 保坂忠広                               | 5分2R終了 判定0-0                        | PANCRASE 2004 BRAVE TOUR                                                         | 2004年2月15日  |
| ○    | 関直喜                                 | 5分3R終了 判定3-0                        | PANCRASE 2003 HYBRID TOUR                                                        | 2003年10月31日 |
| △    | 星野勇二                               | 5分3R終了 判定0-1                        | PANCRASE 2003 HYBRID TOUR                                                        | 2003年6月22日  |
| △    | 和田拓也                               | 5分2R終了 判定0-0                        | PANCRASE 2003 HYBRID TOUR                                                        | 2003年4月12日  |
| ○    | 長岡弘樹                               | 5分2R終了 判定3-0                        | PANCRASE 2003 HYBRID TOUR                                                        | 2003年1月26日  |
| ○    | 港太郎                                 | 5分2R終了 判定2-0-1                      | PANCRASE 2002 SPIRIT TOUR                                                        | 2002年10月29日 |
| ×    | 門馬秀貴                               | 1R 0:05 KO（右膝蹴り）                   | PANCRASE 2002 SPIRIT TOUR 【ネオブラッド・トーナメント 決勝】                    | 2002年7月28日  |
| ○    | アライケンジ                           | 延長R 2:08 アンクルホールド              | PANCRASE 2002 SPIRIT TOUR 【ネオブラッド・トーナメント 準決勝】                  | 2002年7月28日  |
| ○    | 野沢洋之                               | 5分2R終了 判定3-0                        | PANCRASE 2002 SPIRIT TOUR 【ネオブラッド・トーナメント 1回戦】                   | 2002年7月28日  |
| ○    | アライケンジ                           | 5分2R終了 判定2-0                        | PANCRASE 2002 SPIRIT TOUR                                                        | 2002年5月11日  |
| ×    | 大石幸史                               | 5分2R終了 判定0-2                        | PANCRASE 2002 SPIRIT TOUR                                                        | 2002年3月25日  |
| △    | 長岡弘樹                               | 5分2R終了 判定1-0                        | PANCRASE 2001 PROOF TOUR                                                         | 2001年12月1日  |
| ○    | 太田洋平                               | 5分2R終了 判定39-38                      | The CONTENDERS 6 MM21 Limited Edition 【ORGルール】                              | 2001年10月8日  |
| △    | 宮川順也                               | 5分2R終了 判定0-0                        | PANCRASE 2001 PROOF TOUR                                                         | 2001年8月25日  |
| △    | 芹沢健一                               | 3分2R終了 時間切れ                       | CLUB CONTENDERS01 【ORGルール】                                                  | 2001年8月15日  |
| ×    | 星野勇二                               | 5分2R終了 判定0-3                        | PANCRASE 2001 PROOF TOUR                                                         | 2001年6月26日  |
| △    | 窪田幸生                               | 5分2R終了 判定0-1                        | PANCRASE 2001 PROOF TOUR                                                         | 2001年3月31日  |
| ○    | 菊地一仁                               | 10分1R終了 判定3-0                       | PANCRASE 2000 TRANS TOUR                                                         | 2000年12月9日  |
| ×    | 河崎義範                               | 10分1R終了 判定0-2                       | PANCRASE 2000 TRANS TOUR                                                         | 2000年10月31日 |

### グラップリング
| 勝敗 | 対戦相手         | 試合結果            | 大会名                                | 開催年月日     |
| ×    | ゲーリー・トノン | チョークスリーパー  | ADCC Worlds 2013 【77kg未満級 1回戦】 | 2013年10月19日 |
| ×    | 光岡エイジ       | 5分2R終了 判定36-40 | The CONTENDERS 8 INFINITY             | 2003年5月25日  |
| ×    | 小島弘之         | 5分2R終了 判定38-39 | The CONTENDERS 7 NEXT                 | 2002年7月7日   |

## 獲得タイトル
- 第14回全日本コンバットレスリング選手権大会 80kg級 優勝（2008年）
- 戦極ライト級グランプリシリーズ2008 優勝（2008年）
- 初代戦極ライト級王座（2009年）
- GiアマチュアBJJ&No-Giオープントーナメント2009関東大会 メジオ級 優勝（2009年）
- GiアマチュアBJJ&No-Giオープントーナメント2009関東大会 無差別級 優勝（2009年）
- 第8代DEEPライト級王座（2013年）
- パンクラス 8人日本選抜 vs. 8人世界選抜 ワールドスラムトーナメント ライト級 優勝（2015年）

## 表彰
- 第14回全日本コンバットレスリング選手権大会 MVP（2008年）

## 入場テーマ曲
- 哀 戦士（歌：Gackt　作詞：井荻麟 作曲：井上大輔　CDアルバム『0079-0088』からの収録　ゲーム『機動戦士ガンダム ガンダムVS.ガンダム NEXT』メインテーマ）
- ヘルター・スケルター（オアシス） - パンクラス時代に使用。